# Microvezel

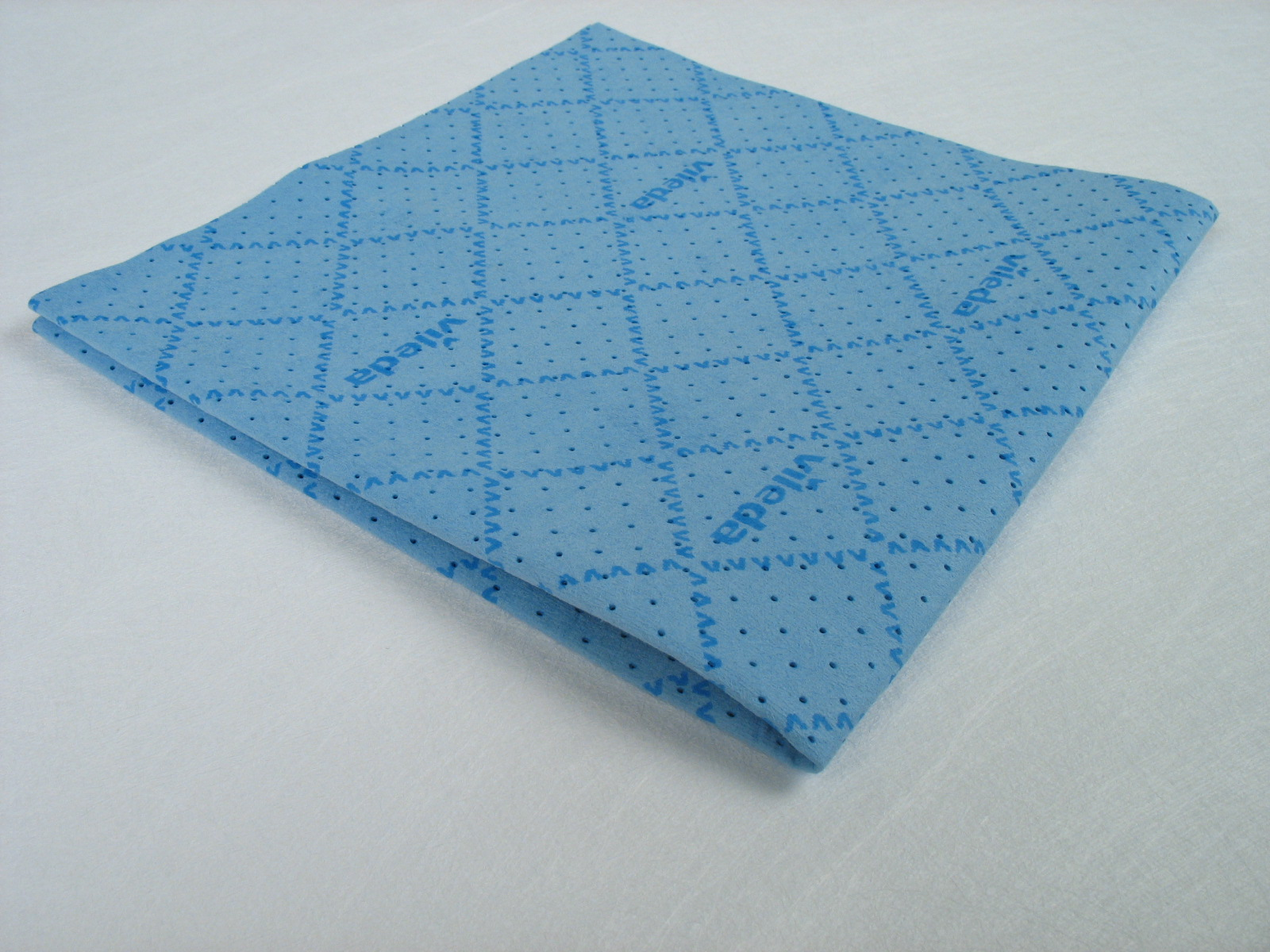
Microvezeldoek

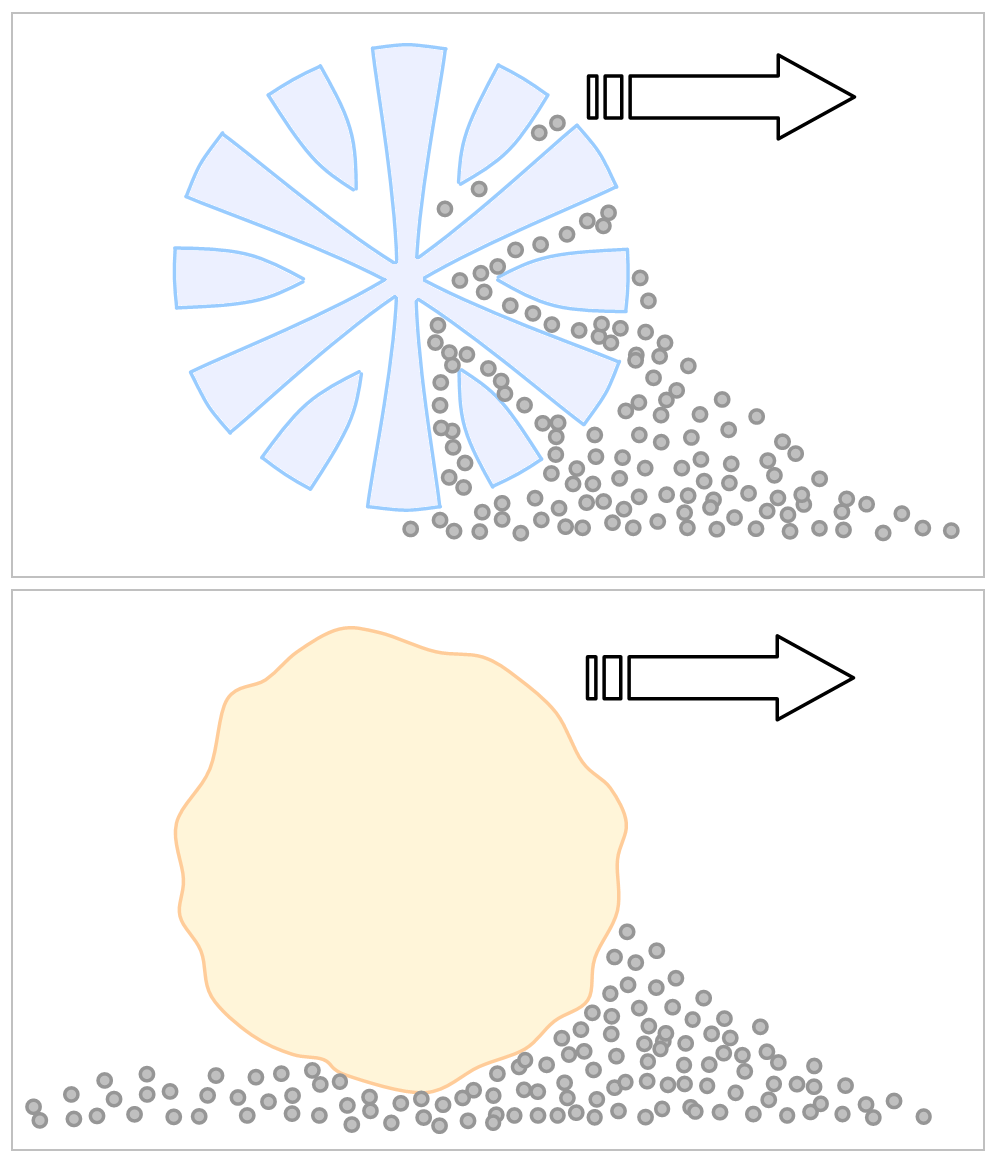
Verschil in het opnemen van stof door een microvezeldoek (boven) en een katoenen doekje (onder)

Microvezel is een synthetisch materiaal bestaande uit vezels van polyester en polyamide, met een dikte van hoogstens 10 µm (1/100 mm). Bij de productie van de microvezels wordt een gedeelte van het polyester-polymeer opgelost waardoor ruimtes ontstaan tussen het polyester en het polyamide gedeelte. Dit kan ook langs mechanische weg bereikt worden door het strekken van de vezels. In de ruimtes kan vocht en vuil zich verzamelen wat maakt dat de microvezels een zeer groot vocht en vuil absorberend vermogen hebben.
Microvezeldoek wordt vaak gebruikt als vaatdoek en voor andere huishoudelijke schoonmaakwerkzaamheden. Voorzien van een coating worden microvezeldoeken ook als stofdoek gebruikt. Ook voor het wassen en drogen van auto's worden microvezeldoeken en dergelijke accessoires gebruikt, omdat dit materiaal de blanke lak van de carrosserie nagenoeg niet beschadigt, een veelvoud van het eigen gewicht aan water kan absorberen en geen pluis achterlaat.
Deze doekjes mogen in de wasmachine, maar het gebruik van wasverzachter wordt sterk ontraden.